# Chan Santokhi
Chandrikapersad (Chan) Santokhi (Lelydorp, 3 februari 1959) is een Surinaams politicus en voormalig commissaris van politie. Van 16 juli 2020 tot 16 juli 2025 was hij president van de Republiek Suriname.
Santokhi is sinds 2011 voorzitter van de Vooruitstrevende Hervormings Partij.

## Biografie

### Jeugd
Santokhi werd geboren op 3 februari 1959 in Lelydorp (in het hedendaagse Surinaamse district Wanica). Santokhi groeide op het platteland op als jongste in een gezin van negen kinderen. Zijn vader was landbouwer en werkte ook als arbeider op de haven van Paramaribo en zijn moeder werkte als winkelbediende bij een Chinese supermarkt in Lelydorp.

### Politiecarrière
Na het behalen van zijn vwo-diploma aan de Algemene Middelbare School in Paramaribo, heeft Santokhi met een beurs van de staat van 1978 tot 1982 aan de Nederlandse Politieacademie te Apeldoorn gestudeerd. Na het afronden van zijn studie keerde hij in september 1982 terug naar Suriname om er te werken als politie-inspecteur. In een interview met Prem Radhakishun zei Santokhi dat velen hem in die tijd voor 'gek verklaarden' dat hij na zijn afstuderen terugkeerde naar Suriname om er tijdens de militaire dictatuur van Desi Bouterse te gaan werken voor de politie in een periode waarin weinig respect bestond voor de politie.
Sinds zijn 23e jaar heeft Santokhi gewerkt als politie-inspecteur te Geyersvlijt en later in Wanica totdat hij in 1989 benoemd werd tot hoofd van de landelijke recherche. In 1991 werd hij benoemd tot commissaris van politie en tevens hoofd van de justitiële dienst van het Korps Politie Suriname.

### Minister van Justitie
In september 2005 werd Santokhi namens de Vooruitstrevende Hervormings Partij (VHP) Minister van Justitie en Politie in het derde kabinet van Ronald Venetiaan. Zijn periode als minister werd gekenmerkt door een harde aanpak van de criminaliteit, in het bijzonder de Surinaamse drugshandel, en een strak, no-nonsense beleid op het gebied van naleving van wet en recht. Hierdoor werd hij  'sheriff'  genoemd, een bijnaam die hij van Desi Bouterse kreeg. Zijn beleid zorgde ervoor dat Suriname geschrapt werd van de Amerikaanse lijst van doorvoerlanden van drugs. Ook verwierf Suriname, onder zijn bestuur, de positie van het veiligste land van Zuid-Amerika (op het gebied van het aantal moorden).

### Strafproces Decembermoorden
Santokhi die sinds 2000, als politiecommissaris, het onderzoek naar de Decembermoorden leidde deed er in het begin van zijn ministerschap alles aan zodat het Decembermoorden strafproces eindelijk kon beginnen. Zo liet hij bijvoorbeeld speciaal voor het Decembermoorden-strafproces een zwaar beveiligde rechtszaal bouwen op Boxel, Domburg. Doordat Santokhi de motor achter het strafproces was, werd hij een veelbesproken onderwerp van Desi Bouterse, de hoofdverdachte in dat proces. Zo zei Bouterse op 26 november 2007, vier dagen voor aanvang van het proces, tijdens een drukbezochte spoedbijeenkomst in Ocer (het hoofdkwartier van Bouterse's partij), dat Santokhi hem wilde opsluiten en vermoorden. Bouterse betoogde dat "talloze eerdere pogingen om hem uit te schakelen" allemaal waren mislukt en waarschuwde Santokhi ook om voorzichtig te zijn met zijn "plannen om Bouterse te elimineren". Althans, Bouterse noemde de naam van Santokhi niet, in plaats daarvan gebruikte hij het woordje 'sheriff' om de toenmalige minister van Justitie aan te duiden. Aan het eind van de toespraak van Bouterse werd, onder luid gejuich, I Shot the Sheriff, de hit van Bob Marley, provocerend afgedraaid.
Santokhi heeft in het parlement en in de media meerdere malen laten merken dat hij een felle tegenstander is van de in april 2012 aangenomen Amnestiewet die erop gericht was de daders en verdachten van de Decembermoorden te vrijwaren van strafrechtelijke vervolging.
Santokhi's afkeer van Bouterse werd vaak in verband gebracht met het anti-Bouterse beleid van Nederland. Zo noemde Winston Wirth, hoofd van het wetenschappelijk bureau van de NDP, Santokhi in april 2012 de "schoothond van politiek Den Haag".

### Roger Khan-kwestie
Op 15 juni 2006 werd de beruchte Guyanese drugsbaron Roger Khan in Paramaribo samen met drie van zijn lijfwachten gearresteerd tijdens een geheime anti-drugsoperatie. Bij de aanhouding van Khan, die volgens minister Santokhi al enige tijd werd voorbereid, werd ongeveer tweehonderd kilo cocaïne en een aantal vuurwapens aangetroffen. Roger Khan, die in vertrouwelijke Amerikaanse documenten de 'Pablo Escobar van Guyana' wordt genoemd en wiens naam in meer dan 200 moordzaken in Guyana voorkomt, stond meer dan 13 jaren op de internationale opsporingslijst van de Verenigde Staten wegens grootschalig import van drugs naar de VS. Vreemd was het dan ook niet dat direct na de aanhouding van Khan de Amerikaanse justitie Santokhi verzocht om Khan uit te leveren aan Amerika. De Amerikaanse autoriteiten wilden zelfs vijf dagen na de aanhouding van Khan een 'ongeldig' verdrag uit de koloniale periode van Suriname laten heractiveren om Khan zo snel mogelijk uitgeleverd te krijgen.
Op 30 juni 2006 werd Roger Khan in het diepste geheim in opdracht van Santokhi uitgeleverd aan de Verenigde Staten. Santokhi beargumenteerde dit besluit door te zeggen dat Khan een "serieuze bedreiging vormde voor de openbare orde en veiligheid van Suriname". Ook zou Khan volgens Santokhi aanslagen hebben voorbereid op enkele topfunctionarissen van Suriname. Santokhi wilde de namen van deze functionarissen niet openbaar maken. De uitzetting van Khan zorgde in zowel Guyana als Suriname voor veel ophef, omdat in de wet van Suriname vastgelegd is dat een crimineel bij eventuele uitzetting moet worden uitgezet naar het land van herkomst (Guyana in dit geval). Ook over de manier hoe Khan Suriname zou zijn uitgezet zorgde voor wat vraagtekens. Parlementariër Ronnie Brunswijk zei, tijdens een openbare vergadering van De Nationale Assemblée, gerapporteerd te zijn dat Amerikaanse DEA-agenten Khan op Santo Boma hadden opgehaald en hem geblinddoekt naar de JAP-luchthaven hadden geëscorteerd. Volgens de Guyanese advocaten van Khan was hun cliënt geblinddoekt en verdoofd tijdens "de ontvoering dat een complot was van Suriname en de VS". Santokhi ontkende dat Khan geblinddoekt en verdoofd was tijdens zijn uitlevering en zei dat de operatie alleen door Surinaams personeel werd uitgevoerd. Volgens Santokhi werd Khan uitgezet op grond van de vreemdelingenwet.
De Surinaamse advocaat van Khan, Irwin Kanhai, diende na de uitzetting van Khan een vordering in bij het Openbaar Ministerie om de uitlevering binnen 24 uur ongedaan te maken, maar dit werd door de kortgedingrechter afgewezen. In De Nationale Assemblée werd Santokhi flink onder vuur genomen door voornamelijk parlementariërs van de Nationale Democratische Partij. Nadat toenmalig president Venetiaan opmerkte dat "het leek alsof bepaalde assembléeleden zware criminelen wilden komen verdedigen" liepen de emoties zo hoog op dat Jennifer Simons en Theo Vishnudatt door de politie uit het parlement moesten worden verwijderd.
Door het besluit van Santokhi liepen de spanningen tussen Suriname en Guyana op. Voormalig president van Guyana, Janet Jagan, noemde Suriname een "marionet van de VS".
Bij de Surinaamse ambassade in Guyana werd dagenlang een massale protestdemonstratie gehouden tegen de uitlevering van Khan aan Amerika. Bij de Surinaamse ambassade in Washington waren er enkele demonstranten, waaronder de moeder van Khan. Opmerkelijk is dat Guyana na de arrestatie van Khan nooit een uitleveringsverzoek voor Khan had ingediend.
In december 2006 vroeg Amerika de Surinaamse justitie om rechtshulp in het strafproces tegen Roger Khan, omdat het in Suriname verzamelde bewijsmateriaal over Khans arrestatie in Paramaribo van 'enig belang' zou kunnen zijn voor een veroordeling van Khan. Santokhi verleende zijn medewerking en in oktober 2009 werd Khan door de rechtbank van New York veroordeeld tot 40 jaar celstraf wegens internationale drugshandel en het afpersen van de kroongetuige in zijn zaak. Zelfs na de veroordeling van Khan sprak Guyana nog over "oneerlijk" gedrag van de Surinaamse justitie. "Zijn criminele daden vond men niet vies, maar hem justitieel aanpakken wel", zei Santokhi in een reactie tegenover de Ware Tijd. "De oplossing voor internationale criminaliteit is een internationale aanpak". "En als het nodig is, dan doe we het daarom opnieuw op precies dezelfde wijze", zei Santokhi.
De kwestie-Roger Khan kreeg in 2011 een interessante wending doordat er in uitgelekte vertrouwelijke Amerikaanse documenten, gepubliceerd door WikiLeaks, stond dat Desi Bouterse en Khan in 2006 een samenwerking waren aangegaan in de cocaïnehandel en dat Bouterse Khan, die naar verluidt leider is van het Guyanese doodseskader Phantom Squad, gevraagd had om huurmoordenaars te leveren om Santokhi en procureur-generaal Subhas Punwasi te liquideren. Ook zou toenmalig president Ronald Venetiaan gegijzeld worden. Door deze 'uitgelekte' informatie werden de beweringen van Santokhi uit 2006 bevestigd. In de Amerikaanse diplomatieke documenten wordt Santokhi 'de grootste Surinaamse bondgenoot van de VS' genoemd.

### Segebai-affaire
Op 15 november 2006 had Sharda Ramkisoen, de voormalige echtgenote van Santokhi een huis gekocht bij stichting Dimico International met geld van een erfenis. De eigenaar van deze stichting was August Adjoeba, een beruchte drugscrimineel die meer bekendstaat als 'Segebai' en die op 11 augustus 2008 in Amsterdam werd geliquideerd. Enkele weken na de moord op Segebai werd de aankoop onthuld in de Surinaamse media en kort daarna beweerde Desi Bouterse, tijdens een partijbijeenkomst van de NDP, dat Santokhi een zakenpartner was van Segebai en dat ze samen drugszaken deden. Bouterse die beweerde een kopie van de koopakte te hebben zei dat er daarop te zien was dat het huis voor absurd laag bedrag verkocht was aan de ex-vrouw van Santokhi, dit zou volgens Bouterse een "geschenk van Segebai aan Santokhi" zijn. Tijdens de bijeenkomst beweerde Bouterse ook dat Santokhi zou hebben meegewerkt aan de voortijdige vrijlating van drugscriminelen die gelieerd zouden zijn aan politieke toppers van de toenmalige Nieuw Front-coalitie. Ook zou Santokhi, volgens Bouterse, een politie-inspecteur in dienst hebben genomen die in 2000 een verdachte van drugssmokkel met opzet zou hebben laten
ontsnappen. Deze inspecteur die, volgens Bouterse, hiervoor uit het politiekorps werd ontslagen zou door Santokhi, direct na zijn aanstelling als minister van Justitie en Politie, weer in dienst zijn genomen en Santokhi zou zelfs de pensioengrondslag van deze inspecteur geregeld hebben.
Santokhi spande een kort geding aan tegen Bouterse wegens smaad en laster. Santokhi's advocaat Freddy Kruisland, die ook de advocaat is van de nabestaanden in het Decembermoorden strafproces, zei dat hij "het zeer op prijs zou stellen als Bouterse in de rechtszaal komt waarmaken wat hij heeft gezegd" (doelend op de afwezigheid van Bouterse in het Decembermoorden proces). Rechter Susanne Chu achtte niet bewezen dat Santokhi betrokken was bij de aankoop van het huis door zijn vroegere echtgenote en ook achtte de rechter niet bewezen dat Santokhi zou hebben meegewerkt aan de voortijdige vrijlating van drugscriminelen. Haar oordeel was dan ook dat Bouterse de toenmalige minister met opzet in zijn goede naam en eer had aangetast. Het vonnis was dat Bouterse in alle kranten, radio- en televisiestations in Suriname zijn excuses moest aanbieden en een bericht moest laten publiceren waarin hij zegt dat de beschuldigingen aan het adres van Santokhi niet op waarheid berusten. De rechter besloot ook dat voor elke dag dat Bouterse nalaat het vonnis uit te voeren, hij een dwangsom van SRD 100.000 aan Santokhi moest betalen. Bouterse gaf gehoor aan het vonnis en dit werd in de Surinaamse media geïnterpreteerd als 'de eerste keer dat Bouterse publiekelijk vernederd werd'. Dezelfde dag dat Bouterse het bericht met zijn verontschuldigingen liet publiceren stond er ook een ingezonden brief van Bouterse in de krant waarin hij zei dat het vonnis "indruist tegen zijn rechtsgevoel en dat hij daarom in beroep gaat tegen de uitspraak van de rechter". Ook ontkende Bouterse in zijn ingezonden stuk onwaarheden te hebben gesproken over Santokhi en kwetsende en of beledigende woorden te hebben gebruikt. Op 9 juni 2008 scheidden Santokhi en Ramkisoen formeel.

### Rotary International
Santokhi was van 1 juli 2005 tot 30 juni 2006 de voorzitter van een van de Rotaryclubs in Suriname. Santokhi, die sinds 1997 lid is van deze serviceorganisatie, werd voor zijn jarenlange inzet voor Rotary Club Suriname door de organisatie onderscheiden met de Paul Harris Award.

### Presidentsverkiezingen 2010
Bij de parlementsverkiezingen van mei 2010 behaalde Santokhi, ondanks zijn lage positie op de kieslijst van de VHP, na Desi Bouterse landelijk de meeste stemmen en in juli van dat jaar werd hij door het Nieuw Front voorgedragen als kandidaat voor het presidentschap met Gregory Rusland (NPS) als kandidaat voor het vicepresidentschap. De tegenkandidaat van Santokhi bij de presidentsverkiezingen was Desi Bouterse. Het Nieuw Front had veertien van de 51 zetels, terwijl de politieke samenwerking van de Megacombinatie, Volks Alliantie en A-Combinatie van respectievelijk Desi Bouterse, Paul Somohardjo en Ronnie Brunswijk 36 zetels opleverde. De resterende zetel was van Carl Breeveld (DOE). Bij de presidentsverkiezing in het parlement werd dan ook Bouterse en niet Santokhi gekozen tot de nieuwe president van Suriname.

### CICAD
Santokhi werd op 6 december 2010 in Washington voor één jaar gekozen tot de voorzitter van de Comisión Interamericana para el Control del Abuso de Drogas (CICAD) (Inter American Drug Abuse Control Commission). De CICAD is het autonoom lichaam van de Organisatie van Amerikaanse Staten (OAS) dat zich bezighoudt met de organisatie van het anti-narcotica beleid van het Westelijk Halfrond. Santokhi, die sinds 1995 de officiële Surinaamse vertegenwoordiger is van de CICAD, was in de periode 2009-2010 de vicevoorzitter van deze organisatie. Albert Ramdin, assistent secretaris-generaal van de OAS, vond de benoeming van Santokhi terecht. Volgens Ramdin werd Suriname dankzij het beleid van Santokhi als justitieminister, zoals hij zelf zegt, "van de kaart geveegd" als een van de belangrijke doorvoerlanden van drugs in Zuid-Amerika. Dankzij het hardhandig optreden van Santokhi werd een daling in populariteit van de traditionele cocaïneroute Colombia-Suriname-Nederland waargenomen.
Santokhi werd in de hoedanigheid van CICAD voorzitter op 26 september 2011 in de Tweede Kamer ontvangen door de commissie voor Buitenlandse Zaken voor een diplomatiek gesprek over internationale drugsbestrijding.
Ook president Bouterse ondersteunde de kandidatuur van Santokhi. Bouterse liet lobbywerk verrichten voor Santokhi, maar stelde één eis: Santokhi moest na zijn eventuele verkiezing tot voorzitter ervoor zorgen dat de eerste CICAD conferentie met Santokhi als voorzitter in Paramaribo gehouden werd. De steun van Bouterse werd door velen als een schijnheilig gebaar gezien, omdat Bouterse zelf veroordeeld is voor drugscriminaliteit (elf jaar celstraf) en volgens door WikiLeaks gepubliceerde vertrouwelijke Amerikaanse documenten tot 2006 actief betrokken was bij de drugshandel. Ook was Santokhi in het verleden nooit geliefd bij Bouterse; Bouterse beschuldigde Santokhi in de periode 2006-2009 van corruptie, klassenjustitie, cocaïnesmokkel en moord. President Bouterse zei kort nadat hij bekend had gemaakt de kandidatuur van Santokhi te ondersteunen dat de uitspraken van toen allemaal "partijpolitiek" waren en dat "ze niet meer relevant zijn". Volgens Bouterse had Santokhi "baanbrekend werk verzet voor de drugsbestrijding". Ondanks de kritiek van enkele lidlanden die moeite hadden met de veroordeling van president Bouterse voor drugshandel, werd de 49e conferentie van CICAD van 4 tot en met 9 mei 2011 in Paramaribo gehouden.

### Vooruitstrevende Hervormings Partij
Door Santokhi's succesvolle ambtstermijn als minister en zijn confrontatie met Bouterse steeg zijn populariteit enorm binnen de Vooruitstrevende Hervormings Partij (VHP). Velen in de VHP wilden Santokhi al geruime tijd als voorzitter van de partij. Ook was er in aanloop naar de parlementsverkiezingen van 2010 een roep binnen de VHP om Santokhi voor die verkiezingen de positie van lijsttrekker voor de VHP in het district Wanica te geven. Maar toenmalig voorzitter Ramdien Sardjoe was het hier oneens mee en plaatste Santokhi op de laagste plaats van de VHP kieslijst van Wanica (aanvankelijk was Santokhi de lijsttrekker, maar later besloot Sardjoe deze positie aan Radjkoemar Randjietsingh te geven). Het argument was dat Santokhi, gezien zijn enorme populariteit, een betere rol te vervullen had als lijstduwer.
Op 3 juli 2011 droeg de 75-jarige Sardjoe de voorzittershamer over aan Santokhi, nadat Santokhi de interne VHP verkiezingen met 85,6% had gewonnen. Sinds het aantreden van Santokhi als voorzitter van de VHP is de politieke partij enorm gegroeid in populariteit. Santokhi's beleid zorgde ervoor dat de VHP, die ooit uit alleen Surinamers van hindoestaanse afkomst bestond, uitgroeide tot een multi-etnische partij die, op de Nationale Democratische Partij van Desi Bouterse na, de grootste politieke partij is van Suriname. De VHP is op dit moment met acht zetels de grootste oppositiepartij in De Nationale Assemblée. Santokhi zegt dat zijn beleid gekenmerkt wordt door "verjonging, modernisering en het ontwikkelen van de VHP tot meer dan een politieke partij".
Op 19 augustus 2012 werd Santokhi benoemd tot leider van het Nieuw Front. Hiermee volgde hij Ronald Venetiaan op, die deze functie sinds 1991 had bekleed. Volgens het Nieuw Front wordt er niet gesproken over een voorzitter van de partij, maar over een 'hoofdcoördinator' van de partij. Santokhi zei bij zijn benoeming dat het Nieuw Front aan "een grote reorganisatie toe is". Ook werd Gregory Rusland, voorzitter van de Nationale Partij Suriname, op die dag gekozen als plaatsvervangend hoofdcoördinator. In oktober 2012 gaf Santokhi tijdens een werkbezoek aan Nederland de opdracht voor het heractiveren van Nieuw Front Nederland, de Nederlandse afdeling van het Nieuw Front. Vooraangaand hieraan voerde Santokhi overleg met NPS Nederland en VHP Nederland, deze maakten in het verleden het grootste deel uit van het bestuur van Nieuw Front Nederland.

#### Overwinning bij parlementsverkiezingen 2020
In mei 2020 pakte Santokhi de winst bij de Surinaamse parlementsverkiezingen van 25 mei 2020. Na het tellen van 98% van de stemmen stond de VHP op 20 zetels, tegenover 16 zetels van de NDP van zittende president Desi Bouterse. Santokhi vormde begin juni 2020 samen met de overige oppositiepartijen een regeringscombinatie die op één zetel na de vereiste tweederdemeerderheid bezat in het 51 leden tellende parlement. 
Op 7 juli 2020 werd Santokhi namens de pasgevormde coalitie van VHP (20), ABOP (9), PL (1) en NPS (3) door 33 parlementariërs voorgedragen als kandidaat voor de verkiezing van de president van de Republiek Suriname. De oppositiepartij BEP verklaarde steun te zullen verlenen bij de verkiezing van Chan Santokhi als president van Suriname, wat betekende dat steun van een twee derde meerderheid verzekerd was en er geen Verenigde Volks Vergadering bijeengeroepen hoefde te worden. De oppositie, bestaande uit de partijen NDP en BEP, besloot daarop in het kader van "meewerken aan een vlotte transitie" geen tegenkandidaat voor te dragen. Dat wilde zeggen dat Santokhi de enige kandidaat was voor de presidentsverkiezingen die plaatsvonden op 13 juli 2020 in De Nationale Assembleé van Suriname. Kandidaat voor de functie van vicepresident was ABOP-voorzitter Ronnie Brunswijk.

### President van Suriname

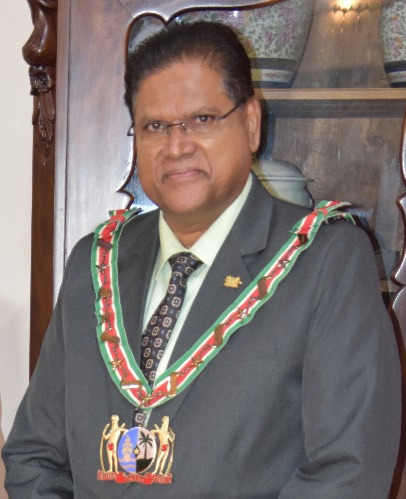
Chan Santokhi, december 2020

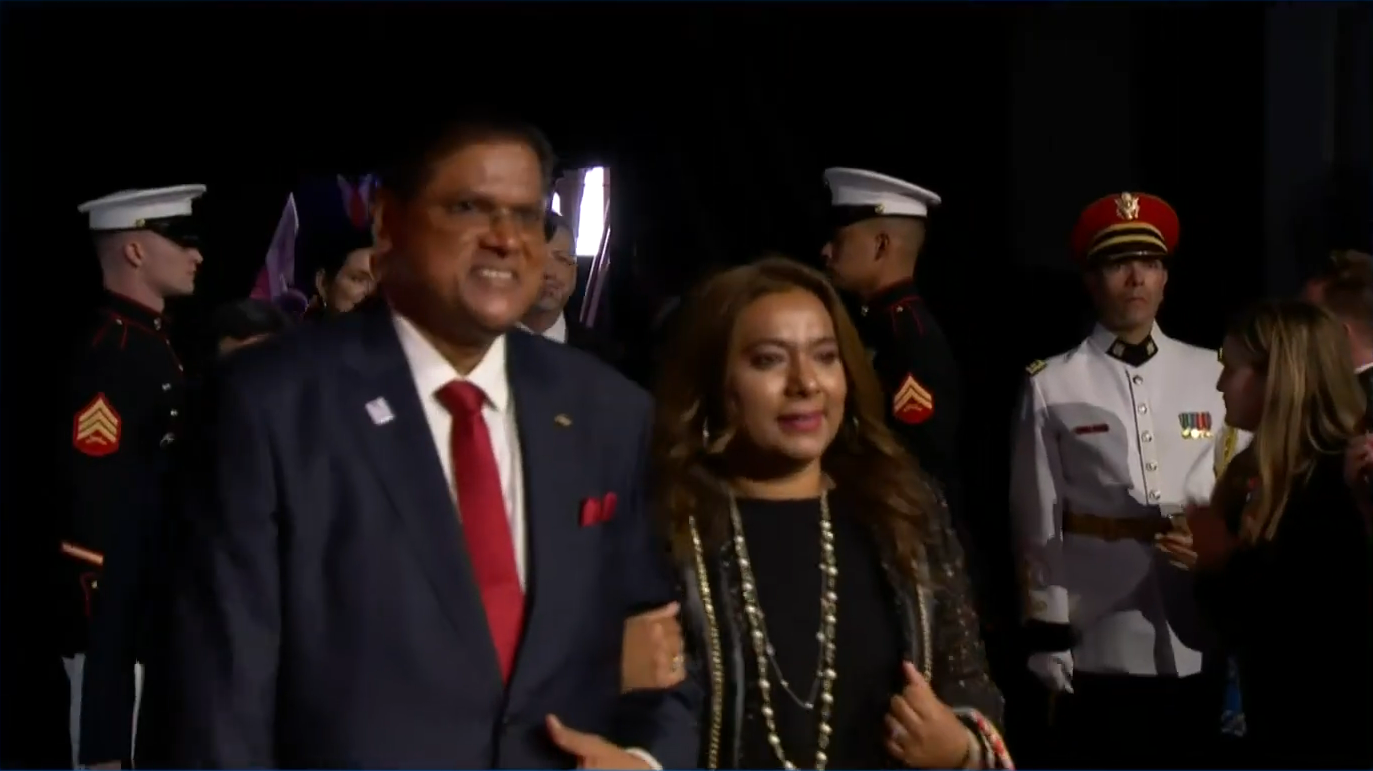
President Santokhi en zijn first lady tijdens hun bezoek aan de Summit of the Americas in Los Angeles, 2022

Op 13 juli 2020 werd Santokhi in De Nationale Assemblée bij acclamatie voor vijf jaar verkozen tot de tiende president van de Republiek Suriname. Hij trad aan als president op 16 juli en nog dezelfde dag beëdigde hij zijn kabinet. Als vicepresident trad die dag Ronnie Brunswijk aan.
Op 20 juli 2020 trad president Santokhi in het huwelijk met Mellisa Santokhi-Seenacherry.

#### Bezoek aan Nederland
Van 6 tot 12 september bracht Chan Santokhi in zijn hoedanigheid van president een bezoek aan Nederland. Hoewel dit bezoek nog geen staatsbezoek heette, werd het wel "historisch" genoemd, want de laatste Surinaamse president die Nederland bezocht was Ronald Venetiaan in 2008, nadat de banden tussen de beide landen bekoeld waren geraakt toen Bouterse in 1980 een dictatuur vestigde in Suriname. Tijdens zijn bezoek opende Santokhi het DIN Nederlands Diaspora Instituut en gaf de Anton de Kom-lezing op het KIT Koninklijk Instituut voor de Tropen in Amsterdam, mede georganiseerd door het dagblad Trouw en het Verzetsmuseum Amsterdam.

### Verkiezingen van 2025
Tijdens de verkiezingen van 2025 was hij opnieuw lijsttrekker van de VHP. De VHP behaalde 17 zetels, en bleef buiten de coalitie. Santokhi werd daarop niet herbenoemd tot president, hij werd opgevolgd door Jennifer Geerlings-Simons van de NDP.

## Onderscheiding
- 2006: Paul Harris Award[30]
- 2021: Pravasi Bharatiya Samman in de categorie publieke dienst[51]